# Praxis mit Meerblick – Der Prozess
Der Prozess ist ein deutscher Fernsehfilm von Sibylle Tafel aus dem Jahr 2018. Es handelt sich um den dritten Film der ARD-Reihe Praxis mit Meerblick mit Tanja Wedhorn als Ärztin Nora Kaminski in der Hauptrolle und Stephan Kampwirth, Patrick Heyn, Anne Werner, Morgane Ferru, Lukas Zumbrock, Anja Antonowicz, Michael Kind, Dirk Borchardt, Petra Kelling und Shenja Lacher in tragenden Rollen.
Die Erstausstrahlung des Films erfolgte am 20. April 2018 auf dem ARD-Sendeplatz Endlich Freitag im Ersten.

## Handlung
Nora Kaminski, die Ärztin ohne Doktortitel, wird vom Briefträger des Ortes zu der Malerin und Bildhauerin Roswitha Wing gerufen, die auf der Treppe zusammengebrochen ist. Sie begleitet Frau Wing in die Rügenklinik, wo die Patientin von Dr. Heckmann übernommen wird. Heckmann kennt Roswitha Wing seit Kindesbeinen. Eigentlich hat die Ärztin überhaupt keine Zeit, da sie ihren Gerichtstermin in Stralsund wahrnehmen muss. Nora ist von der Familie eines Passagiers des Kreuzfahrtschiffes, auf dem sie zu der Zeit gearbeitet hat, in einem Zivilprozess verklagt worden. Sie soll dem älteren herzkranken Karl Röder ein Potenzmittel unter der Hand verkauft haben. Nach dessen Einnahme verstarb er beim Liebesakt. Die Gegenseite kommt plötzlich mit neuen Beweisen, die belegen, dass sie den Mann bereits zuvor zweimal behandelt hat. Nora war allerdings der Meinung, dass sie mit Röder vor seinem von ihr abgelehnten Ansinnen, ihm ein Potenzmittel zu verschreiben, nie zu tun hatte. Im Prozess präsentiert die Gegenseite dann den Zeugen Fromm, der aussagt, er sei dabei gewesen, als Kaminski Röder das Mittel verkauft habe. Nora macht ihrer Empörung über diese dreiste Lüge im Gerichtssaal Luft, wird aber von der Richterin zurechtgewiesen. Sie habe drei Tage Zeit, sich mit den neuen Tatsachen auseinanderzusetzen. Noras Sohn Kai, ein Jurastudent, der noch bei seiner Mutter auf der Insel ist, ist alarmiert und meint, wenn sie den Zivilprozess verliere, könne das bedeuten, dass der seinerzeit eingestellte Strafprozess gegen sie wieder aufgenommen werde und darin ginge es dann um Körperverletzung mit Todesfolge. Sie müsse etwas tun. Am besten rufe sie seinen Vater an, einen renommierten Strafverteidiger. Obwohl Nora das eigentlich nicht möchte, da sie mit ihrem Ex-Mann Peer seit Jahren keinen Kontakt mehr hatte, ringt sie sich dazu durch, dem Rat ihres Sohnes zu folgen. Peer Kaminski entschließt sich daraufhin, nicht einen Kollegen zu beauftragen, sondern selbst nach Rügen zu kommen, um Nora zu helfen.
Erst einmal gerät Nora jedoch wieder einmal mit Dr. Heckmann aneinander, da sie in Bezug auf die Diagnose von Roswitha Wing anderer Meinung ist als er. Sie glaubt nicht daran, dass die Patientin Leukämie hat. Als Heckmann sie besonders stark provoziert, streckt sie ihn mit einem Schlag nieder. Sorgen macht die Ärztin sich außerdem um ihren neuen Freund Matthias Butenschön, der nach längerer Krankheit Haus und Schiff nicht mehr halten kann und an die Bank verkaufen muss. Auch seinen Job in einem Baumarkt schmeißt er hin, weil der Filialleiter seinen am Down-Syndrom leidenden Bruder Robin hinauskomplimentieren wollte. Robin wollte schon länger in eine Behinderteneinrichtung, meinte aber, seinen Bruder nicht allein lassen zu dürfen. Nun entscheidet man gemeinsam, dass er in einer solchen Einrichtung gut aufgehoben sei. Die Trennung fällt den Brüdern allerdings schwer.
Peer legt Nora nahe, auf ein Vergleichsangebot der Gegenseite einzugehen, das eine Zahlung von 100.000 € vorsieht. Es sei nun einmal so, dass sie schlechte Karten habe, meint er, als Nora nicht verstehen kann, wieso sie 100.000 € für etwas zahlen soll, was sie gar nicht getan habe. Kai hingegen erklärt seinem Vater endlich, dass er sein Jurastudium nicht mehr fortsetzen will. Er wolle kein Zyniker werden wie er, um am Ende mit leeren Händen dazustehen und nichts mehr zu haben „außer seiner Kohle“.
Nachdem die Patientin Wing die von Nora empfohlene Knochenmarkpunktion hat durchführen lassen, bestätigt sich, dass Nora mit ihrer Vermutung richtig lag. Die Patientin hat keine Leukämie. Nachdem man sie nach Hause entlassen hat, geht es ihr jedoch sehr schnell wieder viel schlechter. Nora findet heraus, was die Ursache ist, Schimmelpilzbefall unter den teils abgehängten Deckenverkleidungen. Dr. Heckmann will von Nora wissen, ob sie ihm die Diagnose überlasse, wenn er den Zwischenfall im Krankenhaus vergesse. Nora stimmt zu, stellt allerdings die Bedingung, dass er dann die komplette erste Etage des Hauses Wing sanieren müsse, das er ja sowieso einmal erben werde.
Am Prozesstag nimmt die Verhandlung eine entscheidende Wende, als Nora dem Zeugen Fromm die Frage stellt, wie das Präparat, das sie Römer angeblich gegeben habe, denn ausgesehen habe, und er das teure Originalpräparat beschreibt. Da dieses nicht besonders günstig sei, meint die Medizinerin, habe man auf dem Schiff schon seit Jahren auf ein anderes Mittel zurückgegriffen und das von dem Zeugen beschriebene überhaupt nicht an Bord gehabt. Daraufhin wird das Verfahren gegen die Ärztin eingestellt. Da auch Kai seinen Anteil an dem Lauf der Dinge hat, überlegt er, dass er sein Jurastudium vielleicht doch nicht gleich ganz hinschmeißen sollte und dann sei da ja auch noch Mandy. Als Nora ihre Erleichterung und Freude mit Matthias teilen will, findet sie die Wohnung, die er eigentlich beziehen wollte, leer vor. Er hatte ihr schon angedeutet, dass er sich ihr nicht ebenbürtig fühle und erst einmal sein Leben in Ordnung bringen müsse. Während Nora mit Tränen in den Augen am Fenster steht, geht es ihrem Freund Freese wesentlich besser, Joanna ist nach dem Zerwürfnis zu ihm zurückgekehrt und er konnte ihr endlich erklären, dass seine Mysophobie der Grund für sein seltsames Verhalten war.

## Produktion

### Produktionsnotizen
Der Prozess wurde unter dem Arbeitstitel vom 23. August bis zum 24. Oktober 2017 in Sassnitz, Binz, Bergen auf Rügen, in Stralsund sowie in Berlin gedreht. Produziert wurde der Film von der Real Film Berlin GmbH im Auftrag der ARD Degeto für das Erste. Die Aufnahmeleitung lag bei Olaf Schwarck, Peter Wilms und Florian Strutz, die Produktionsleitung bei Hartmut Damberg, Patrick Brandt und für die ARD Degeto bei Sandra Moll. Ira Wysocki oblag die Herstellungsleitung.

## Rezeption

### Veröffentlichung, Einschaltquote
Der am 20. April 2018 im Programm der ARD erstmals ausgestrahlte Film wurde von 3,76 Millionen Zuschauern eingeschaltet. Der Marktanteil lag bei 12,1 Prozent.

### Kritik
Die Kritiker der Fernsehzeitschrift TV Spielfilm zeigten mit dem Daumen zur Seite, vergaben für Humor, Anspruch und Spannung je einen von drei möglichen Punkten und meinten: „Noras Auftritte als Frau Doktor Allwissend in der Inselklinik nerven, ihr Prozess verläuft aber halbwegs spannend. Die parallel laufende Geschichte um Fischer Matthias (Shenja Lacher) und Robin (Max Dominik), seinen Bruder mit Downsyndrom, ist glaubwürdig und sympathisch.“ Fazit: „Teils seicht, hat aber auch gute Momente“.
Auf der Seite Kino.de beschäftigte sich Tilmann P. Gangloff mit dem Film und meinte, die neue Degeto-Reihe mit Tanja Wedhorn sei „nicht zuletzt dank der Hauptdarstellerin sehenswert“. […] „Weil Hauptfigur Nora Kaminski ein großes Herz hat, gehört ‚Praxis mit Meerblick‘ in jenes Genre, dass man sarkastisch als ‚Mutter-Teresa-Filme‘ bezeichnen könnte.“ Marcus Hertneck, von dem das Drehbuch stammt, stehe „für eine Form der anspruchsvollen Unterhaltung, die sich auch durch subtil verpackten intelligenten Humor auszeichne“, und habe „für Wedhorn bereits ‚Reiff für die Insel‘ mitentwickelt“. Er nutze „den Prozess für einen gelungenen Genre-Mix aus Arzt- und Anwaltsfilm, zumal sich auf diese Weise auch die romantische Ebene dramatisieren“ lasse.